# Mary Kay
Mary Kay ist eine Marke des US-amerikanischen Kosmetik-Konzerns Mary Kay Inc., unter der vor allem Gesichtspflegeprodukte und dekorative Kosmetik vertrieben werden. Die Produkte sind seit 1986 in Deutschland erhältlich, Firmensitz in Deutschland ist München. Der Konzern hatte 2022 ein Umsatzvolumen von 2,7 Mrd. US-Dollar. Hauptsitz ist Addison, Texas.
Nach der Auflösung des Unternehmens Theranos 2018, welches von Elizabeth Holmes gegründet worden war, gilt Mary Kay als das größte von einer Frau gegründete Unternehmen der Welt.

## Geschäftsstrategie
Der Konzern wurde 1963 gegründet und wird nach einer von der Gründerin Mary Kay Ash aufgestellten Geschäftsstrategie geleitet. Seit 1976 wurde die Marke an der New York Stock Exchange gehandelt; 1985 ging das Unternehmen durch eine fremdkapitalfinanzierte Unternehmensübernahme in den Privatbesitz Ashs zurück. Damit ist das Unternehmen nicht mehr verpflichtet, alle Finanzdaten offenzulegen.

## Vertrieb
Der Vertrieb ist als Strukturvertrieb organisiert, d. h. selbständig arbeitende „Beauty Consultants“ (deutsch: „Schönheitsberaterinnen“) führen die Produkte bei den Kundinnen zu Hause vor. Die Kundinnen haben die Möglichkeit, die Produkte vor dem Kauf auszuprobieren.
Schönheitsberaterinnen können weitere Frauen anwerben und so eine eigene Vertriebsgruppe aufbauen. Bei ausreichendem Umsatz entsteht so eine neue Vertriebseinheit, deren Leiterin „Direktorin“ genannt wird. Diese erhalten eine Provision auf den Umsatz ihrer Mitglieder und haben die Möglichkeit, sich einen pinkfarbenen Firmenwagen zu erarbeiten.

## Kritik

### Tierversuche
In der Volksrepublik China ist es laut Gesetz Pflicht, Kosmetika durch Tierversuche testen zu lassen, bevor sie dort auf dem Markt erscheinen, deshalb müssen dort auch Produkte von Mary Kay für Tests eingereicht werden.

### Vertriebssystem
Das Vertriebssystem von Mary Kay basiert darauf, dass Kundinnen weitere Kundinnen anwerben und so selbst als Verkäuferin zu einem Teil des Systems werden. Die Verkäuferinnen müssen hierbei die Produkte von Mary Kay zu einem festgelegten Preis zunächst selbst kaufen und können sie dann zu einem vorgeschlagenen Preis weiterverkaufen, wobei die Differenz zu maximal 50 % als Einnahme verbleibt. Da der Preis im Sinne des Rabatts aber nach unten abweichen darf, werden die 50 % nach Angaben einiger Verkäuferinnen nur sehr selten erreicht.
Das Marktrisiko wird auf diese Weise vom Konzern auf die einzelnen Verkäuferinnen übertragen, die der Gefahr ausgesetzt sind, die Waren nicht verkaufen zu können und so ihre Investition für den Wareneinkauf zu verlieren. Um diesem Risiko entgegenzuwirken, bietet Mary Kay den Verkäuferinnen zwar die Möglichkeit, die Waren zurückzunehmen, wobei allerdings nur 90 % des Kaufpreises erstattet werden. In der Folge einer Rückgabe wird teils erheblicher Druck auf die Verkäuferinnen ausgeübt.
Seitens des Unternehmens wird das Vertriebssystem jedoch dennoch aggressiv beworben. Angaben ehemaliger Verkäuferinnen zufolge verspricht Mary Kay hohe Einnahmen bei geringem Arbeitsaufwand, obwohl dies in der Praxis in den meisten Fällen nicht erreicht wird. Nur ca. 300 der 600.000 amerikanischen Vertriebsmitglieder erzielen ein sechsstelliges Einkommen. Ein weiterer Kritikpunkt ist hierbei die Verwendung von speziell auf die weibliche Zielgruppe zugeschnittener, teils feministischer Rhetorik, die den beteiligten Frauen vorgaukelt, mit dem Einstieg in das Vertriebssystem sowohl ihren im konservativen amerikanischen Wertesystem verankerten Pflichten als Ehefrau und Mutter nachkommen zu können und gleichzeitig ein eigenes Geschäft zu führen.
Das Vertriebssystem kann in der Praxis als produktbasiertes Pyramidensystem bezeichnet werden, obwohl es theoretisch anders dargestellt wird.